# القديس بيز مان
القديس بيز مان (بالإنجليزية: St Bees Man)‏ هو الاسم الذي يطلق على الجسم المحفوظ جيدًا للغاية لرجل العصور الوسطى بدلاً من الاسم المعروف عندما تم اكتشافه، وقد تم اكتشافه في ساحة القديس بيز بريوري عام 1981، خلال عمليات تنقيب قامت بها جامعة لستر في موقع ممشى مذبح هيكل في كنيسة متهدمة بُنيت حوالي عام 1300. وبعد ذلك تم الاعتراف بهويته باعتباره أنتوني دي لوسي الذي توفى عام 1368.

## الاكتشاف

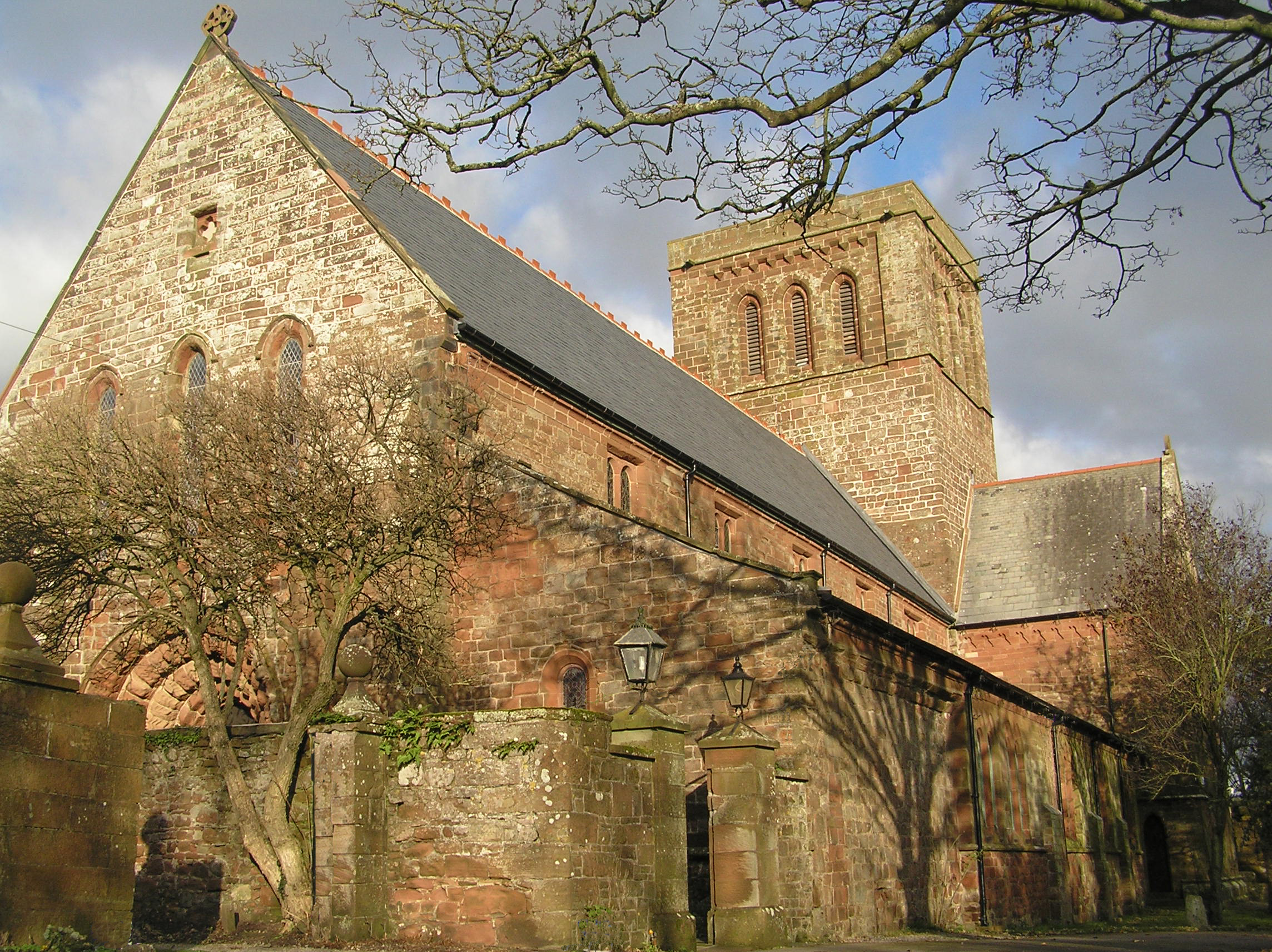
القديس بيز بريوري من الجنوب الغربي

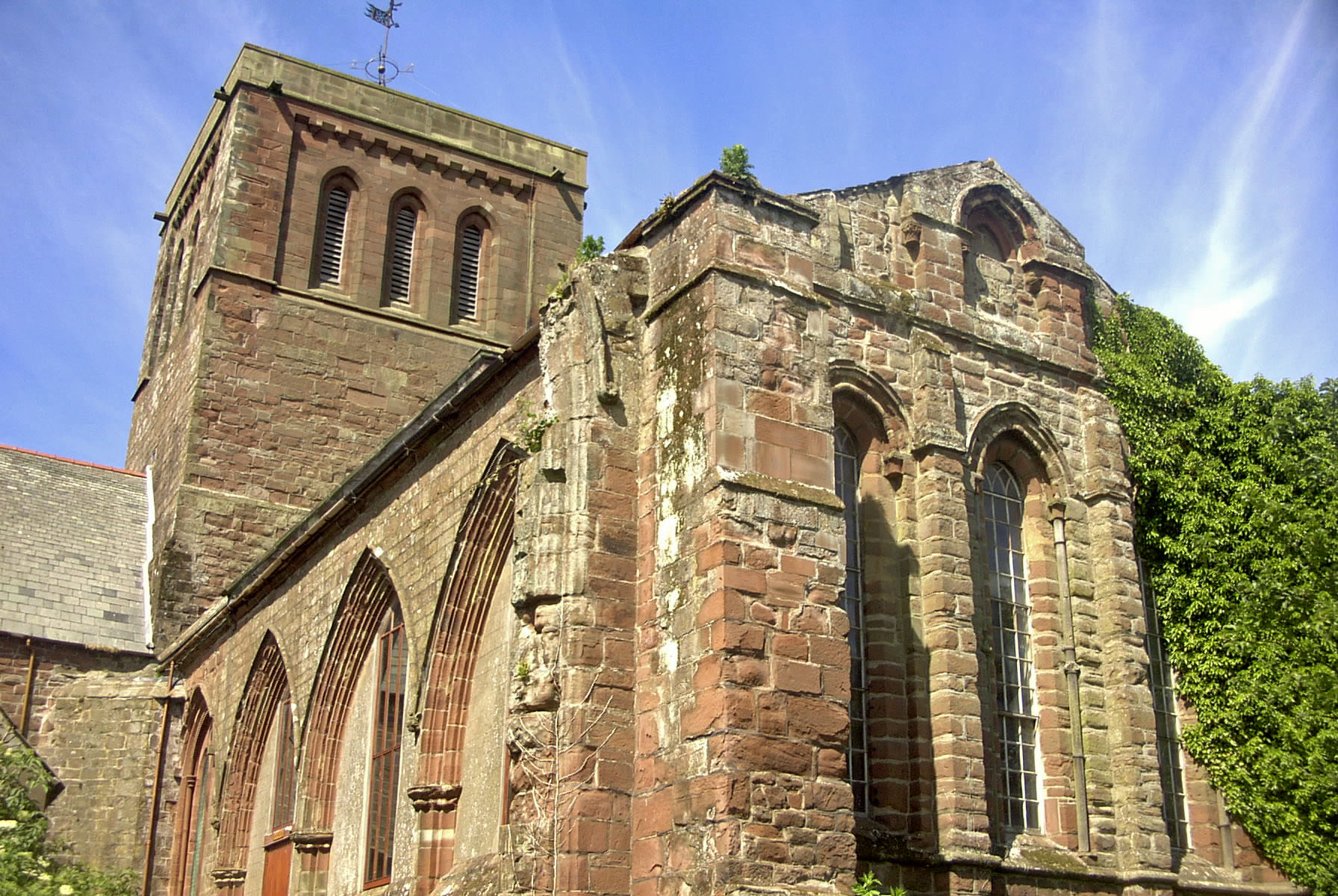
مذبح الكنيسة الرهبانية أواخر القرن الـ 12 يوضح الطرف الشرقي المتهدم من ممشى المذبح على اليسار.

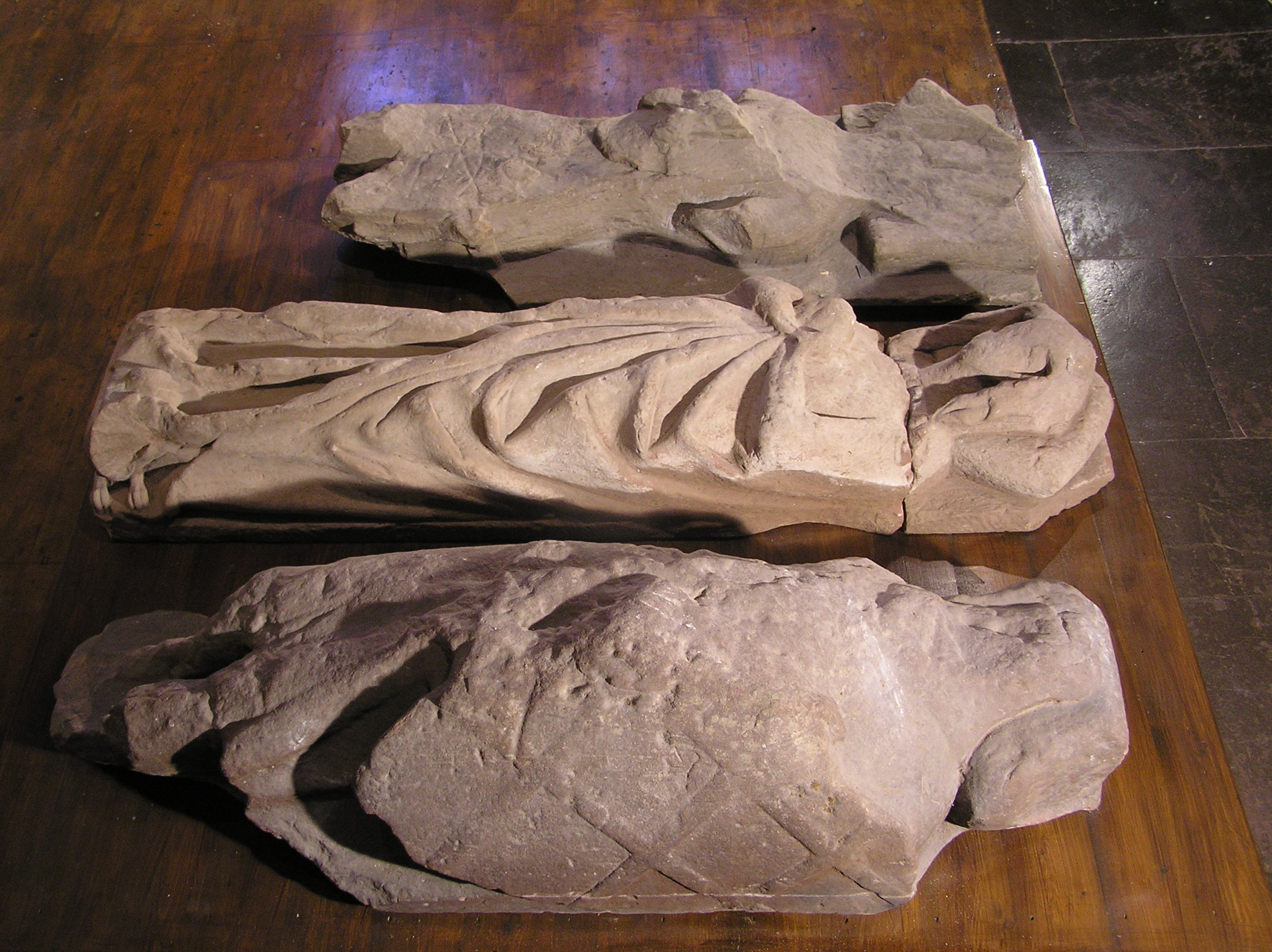
يُعتقد أن التمثال العلوي هو أنتوني دي لوسي وفي المنتصف مود دي لوسي.

فحص الحفر عام 1981 منطقتين من ممشى المذبح المتهدم في الطرف الغربي للدير. وقد تم بناء الممشى حوالي عام 1300 بأسلوب مزخرف، ويُعتقد أنه سقط متهدمًا قبل انهيار الدير عام 1539 بسبب ضعف الهيكل الناجم عن الأساس السيئ. 
عُثر على القديس بيز مان مدفونًا في تابوت خشبي، الذي كان ملفوفًا داخل ورقة من الرصاص. وعلى الرغم من تلف ورقة الرصاص في نهاية القدم، إلا أن الجسد كان محفوظًا في حالة رائعة. وكان الجسد ملفوفًا في غطاءين، واللذين تم عرضهما في الدير. 
وتم فحص التابوت ومحتوياته من قبل الطب الشرعي على مدى الأسبوع التالي. وأفادت التقارير أن بشرة الجسد تظهر باللون الوردي وظهرت عليه قزحيات مرئية مباشرة بعد استخراجه. وأشار تشريح الجثة بعد اكتشافها بوقت قصير إلى أن سبب الوفاة ربما كان بسبب صدر مدمٍ ناجمًا عن ضربة مباشرة إلى الجذع.
وبالرغم من أن عمر الجسد كان يقدر بنحو 600 سنة، إلا أن أظافره وجلده ومحتويات معدته وجدت في حالة شبه مثالية.
حيث عملت ورقة الرصاص التي كان ملفوفًا فيها الجسد على منع الرطوبة بينما عمل طلاء شمع العسل المغطى به الكفن على استبعاد الهواء.

## الهوية
إن هوية القديس بيز مان تعد الآن في حكم المؤكد هوية أنتوني دي لوسي، الذي توفي عام 1368، وهو فارس، مات في الحملات الصليبية الشمالية في ليتوانيا. وقد اعتُرف بهذا الأمر عام 2010 بعد اتباع طريقة تحديد الشخص عن طريق العظام لتحديد الهيكل العظمي للمرأة التي دفنت معه، والذي كان لا يزال متاحًا للتحليل باستخدام الأساليب الحديثة المتقدمة منذ العثور على الرفات عام 1981. ومن الواضح الآن أنه بعد وفاته تم توسيع القبو كي يأخذ جسد أخته مود دي لوسي التي توفيت عام 1398.
وكان أنطوني آخر سلالة الذكور وانتقلت ممتلكات عائلة دي لوسي إلى مود بعد وفاته. كما ورثت مود أيضًا عقارات كبيرة بعد وفاة زوجها جيلبرت دي آمفرافيل في 1380/81، وربما في خطوة لتتحالف سياسيًا مع أسرة بيرسي، اشترى هنري بيرسي رسوم ترخيص أراضي جيلبرت وبالتالي طلب الزواج من مود عام 1381. 
وقد ثبت اتصال مود بالقديس بيز من خلال حجر موجود في برج الحرس والذي يحمل أسلحة حماية عائلتي دي لوسي وبيرسي. وقد أصرت مود على هذا الأمر كجزء من اتفاق الزواج وربما كي تدوم أسلحة عائلة دي لوسي.

## المعرض
هناك عرض تاريخي واسع في الدير كان يتم عرض الأكفان فيه. ويُعتقد أن تماثيل كل من مود وأنطوني يمكن رؤيتها أيضًا.

## وصلات خارجية
- Article about St Bees Man
- A detailed account of the discovery